# ماکس پشتاین
هرمان ماکس پشتاین (آلمانی: Max Pechstein; ۳۱ دسامبر ۱۸۸۱ – ۲۹ ژوئن ۱۹۵۵) نقاش اکسپرسیونیست اهل آلمان و از اعضای گروه بروکه بود.